# Petermann (cráter)
Petermann es un cráter de impacto situado cerca del terminador norte de la Luna, en el hemisferio este. Se encuentra a unos 10 kilómetros al norte del cráter Cusanus. Debido a su ubicación, este cráter aparece significativamente oblongo cuando se ve desde la Tierra, y su visibilidad puede verse afectada por la libración.
|  |

Junto al borde occidental de este cráter aparece el gran cráter satélite, muy erosionado, Petermann R, que es mucho más grande que Petermann aunque menos prominente en apariencia. El borde exterior de Petermann también muestra signos de erosión, pero conserva cierta estructura, incluyendo rastros de perfiles aterrazados. La pared interior varía en anchura alrededor del perímetro, siendo más ancha al sur y al sureste, cerca de Cusanus. El suelo interior ha sido reconstituido por la lava, dejando una superficie plana que está marcada solo por numerosos pequeños cráteres y solo unas cuantas crestas bajas cerca de los lados.

## Cráteres satélite

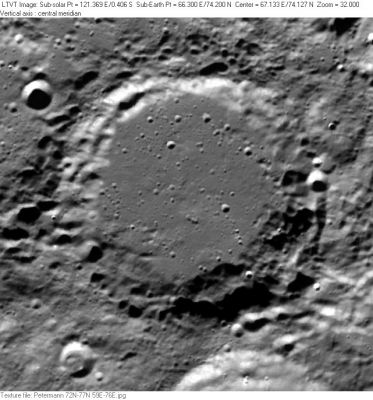
Fotografía de la misión Clementine (1994)

Por convención estos elementos son identificados en los mapas lunares poniendo la letra en el lado del punto medio del cráter que está más cercano a Petermann.
|           | \| Petermann \| Coordenadas \| Diámetro \| \| --------- \| ---------------------------- \| -------- \| \| A \| 75°00′N 87°06′E / 75.0, 87.1 \| 17 km \| \| B \| 72°48′N 63°48′E / 72.8, 63.8 \| 11 km \| \| C \| 71°36′N 57°42′E / 71.6, 57.7 \| 13 km \| \| D \| 77°06′N 65°48′E / 77.1, 65.8 \| 31 km \| \| E \| 72°30′N 53°42′E / 72.5, 53.7 \| 13 km \| \| R \| 75°00′N 56°42′E / 75.0, 56.7 \| 115 km \| \| S \| 75°12′N 61°54′E / 75.2, 61.9 \| 8 km \| \| X \| 75°06′N 73°18′E / 75.1, 73.3 \| 9 km \| \| Y \| 76°00′N 87°24′E / 76.0, 87.4 \| 13 km \| |          |
| Petermann | Coordenadas | Diámetro |
| A         | 75°00′N 87°06′E / 75.0, 87.1 | 17 km    |
| B         | 72°48′N 63°48′E / 72.8, 63.8 | 11 km    |
| C         | 71°36′N 57°42′E / 71.6, 57.7 | 13 km    |
| D         | 77°06′N 65°48′E / 77.1, 65.8 | 31 km    |
| E         | 72°30′N 53°42′E / 72.5, 53.7 | 13 km    |
| R         | 75°00′N 56°42′E / 75.0, 56.7 | 115 km   |
| S         | 75°12′N 61°54′E / 75.2, 61.9 | 8 km     |
| X         | 75°06′N 73°18′E / 75.1, 73.3 | 9 km     |
| Y         | 76°00′N 87°24′E / 76.0, 87.4 | 13 km    |